# Sam LoPresti
Pour les articles homonymes, voir Lopresti.
Temple de la renommée américain : 1973
Sam LoPresti (né le 30 janvier 1917 à Elcor dans le Minnesota aux États-Unis – mort le 11 décembre 1984 à Eveleth) est un joueur professionnel américain de hockey sur glace qui évoluait au poste de gardien de but. Il est le père de Pete LoPresti, également gardien de but professionnel américain,.

## Biographie
LoPresti commence sa carrière en 1936-1937 en jouant pour les Rangers de sa ville natale et il rejoint la saison suivante les  Saints de Saint-Paul de l'Association américaine de hockey. Il y passe trois saisons et cumule 62 victoires. En 1939-1940, il totalise 29 victoires et 4 blanchissages et est nommé dans la seconde équipe type de l'AHA.
Il commence la saison 1940-1941 avec les Americans de Kansas City de l'AHA mais en cours de saison, LoPresti rejoint les Black Hawks de Chicago dans la Ligue nationale de hockey. Ils terminent cinquièmes de la ligue et perdent en demi-finale contre les Red Wings de Détroit. Cette saison, LoPresti enregistre un record pour un match de la LNH avec 83 arrêts sur 86 tirs lors d'une défaite contre les Bruins de Boston, futurs vainqueurs de la coupe Stanley. Douze jours plus tard, le 16 mars, l'entraîneur Paul Thompson remplace son gardien par un attaquant lors de l'ultime match de la saison régulière ; c'est la première fois que cette tactique est employée dans la LNH.
Il joue la saison 1941-1942 avec Chicago puis met sa carrière entre parenthèses pour servir pendant la Seconde Guerre mondiale. Après deux saisons, il revient au jeu et joue encore quelques saisons pour différentes équipes mineures d'Amérique du Nord. Il met fin à sa carrière en 1951 après une dernière saison avec son premier club des Rangers. En 1973, il est admis au temple de la renommée du hockey américain créé dans sa ville natale. Il meurt en 1984.

## Statistiques
| Saison     | Équipe                   | Ligue      |    | Saison régulière | Saison régulière | Saison régulière | Saison régulière | Saison régulière | Saison régulière | Saison régulière | Saison régulière | Saison régulière | Saison régulière |   | Séries éliminatoires | Séries éliminatoires | Séries éliminatoires | Séries éliminatoires | Séries éliminatoires | Séries éliminatoires | Séries éliminatoires | Séries éliminatoires | Séries éliminatoires |
| Saison     | Équipe                   | Ligue      | PJ | V                | D                | Pr/N             | Min              | BC               | Moy              | % Arr            | Bl               | Pun              | PJ               | V | D                    | Min                  | BC                   | Moy                  | % Arr                | Bl                   | Pun                  |                      |                      |
| 1936-1937  | Rangers d'Eveleth        | TBSHL      | 2  |                  |                  |                  | 120              | 9                | 4,5              |                  | 0                |                  | -                | - | -                    | -                    | -                    | -                    | -                    | -                    |                      |                      |                      |
| 1937-1938  | Saints de Saint-Paul     | AHA        | 48 | 10               | 36               | 2                | 2 952            | 178              | 3,62             |                  | 2                |                  | -                | - | -                    | -                    | -                    | -                    | -                    | -                    |                      |                      |                      |
| 1938-1939  | Saints de Saint-Paul     | AHA        | 44 | 23               | 21               | 0                | 2 684            | 122              | 2,73             |                  | 1                |                  | 3                | 0 | 3                    | 180                  | 11                   | 3,67                 |                      | 0                    |                      |                      |                      |
| 1939-1940  | Saints de Saint-Paul     | AHA        | 47 | 29               | 18               | 0                | 2 848            | 121              | 2,55             |                  | 4                |                  | 7                | 6 | 1                    | 420                  | 9                    | 1,29                 |                      | 2                    |                      |                      |                      |
| 1940-1941  | Americans de Kansas City | AHA        | 18 | 9                | 9                | 0                | 1 142            | 61               | 3,21             |                  | 0                |                  | -                | - | -                    | -                    | -                    | -                    | -                    | -                    |                      |                      |                      |
| 1940-1941  | Black Hawks de Chicago   | LNH        | 27 | 9                | 15               | 3                | 1 670            | 84               | 3,02             |                  | 1                |                  | 5                | 2 | 3                    | 344                  | 12                   | 2,09                 |                      | 0                    |                      |                      |                      |
| 1941-1942  | Black Hawks de Chicago   | LNH        | 47 | 21               | 23               | 3                | 2 870            | 152              | 3,18             |                  | 3                |                  | 3                | 1 | 2                    | 187                  | 5                    | 1,61                 |                      | 1                    |                      |                      |                      |
| 1946-1947  | Coolerators de Duluth    | TBSHL      | 4  |                  |                  |                  | 240              | 30               | 7,5              |                  | 0                |                  | -                | - | -                    | -                    | -                    | -                    | -                    | -                    |                      |                      |                      |
| 1949-1950  | Rangers d'Eveleth        | NAHL       | 30 | 17               | 13               | 0                | 1 800            | 114              | 3,79             |                  | 0                |                  | -                | - | -                    | -                    | -                    | -                    | -                    | -                    |                      |                      |                      |
| 1950-1951  | Rangers d'Eveleth        | NAHL       | 20 |                  |                  |                  | 1 200            | 99               | 4,98             |                  | 0                |                  | -                | - | -                    | -                    | -                    | -                    | -                    | -                    |                      |                      |                      |
| Totaux LNH | Totaux LNH               | Totaux LNH | 74 | 30               | 38               | 6                | 4 540            | 236              | 3,12             |                  | 4                |                  | 8                | 3 | 5                    | 531                  | 17                   | 1,92                 |                      | 1                    |                      |                      |                      |

## Trophées et honneurs
- Association américaine de hockey
  - Membre de la seconde équipe type en 1940
- North American Hockey League
  - Meilleur joueur en 1950
- Autre
  - Admis au temple de la renommée du hockey américain en 1973